# Chrüz (Prättigau)
Das Chrüz mit 2195 m ü. M. ist ein Berg im Kanton Graubünden in der Schweiz.

## Lage
Das Chrüz   ist einer der Schiefervorberge südlich des Rätikon-Hauptkammes. Als vorderster Teil des Seitenkammes Schafberg – Chüenihorn – Chrüz ragt das Chrüz weit ins Tal hinein. Eine gleichmässige Pyramide über den Bergdörfern Pany, Stels und St. Antönien im mittleren Prättigau ist das Chrüz, oft auch als Rigi des Prättigaus bezeichnet, von fast allen Seiten auf markierten Bergwegen ein leicht erreichbarer Aussichtsgipfel.
Die Himmelsrichtung und Entfernung zum Chrüz von folgenden Orten: Pany  → 3°, 3,02 km,  Stels  → 103°, 4,724 km,  St. Antönien  → 240°, 3,389 km. 

## Namensgebung
Sein Name gab immer schon Rätsel auf. Man vermutete, es könne die topografische Form sein mit den vom Gipfel wegstrebenden Graten, die etwa einem Kreuz gleichen.
Zutreffender ist eine Sage: Bisweilen konnte man in mondhellen Nächten am Chrüz Herdengeläute und Jodeln hören, obwohl man wusste, dass das Vieh an einem andern Ort war. Am nächsten Morgen habe man dann immer verirrte oder gar abgestürzte Kühe gefunden. Ein alter Mann wusste Rat: Man solle auf dem Chrüz ein Kreuz vergraben, das man, wenn es in hundert Jahren an der Oberfläche erscheint, erneut vergraben sollte. So lange das Kreuz im Boden liege, sei der Bann mit dem Bösen gebrochen.
Trotzdem steht heute auf dem Chrüz ein Kreuz.

## Aufstieg
- von St.Antönien über Aschüel und Valpun
- von Pany über Bova und Alpbüel
- vom Stelserberg (Mottis) weiter über Maiensäss und Alpweiden

## Benachbarte Gipfel
- Drusenflue 2828 m – 8,487 km (12°)
- Chüenihorn 2413 m  – 4,766 km (37°)
- Rätschenflue 2703 m – 6,088 km (108°)
- Glattwang 2376 m – 9,436 km (208°)
- Hochwang 2533 m – 14,046 km (229°)
- Vilan 2376 m – 14,548 km (294°)
- Sassauna 2307 m – 8,625 km (316°)
- Schesaplana 2964 m – 12,135 km (333°)
- Girenspitz 2394 m – 8,295 km (342°)

## Karten
- Landeskarte der Schweiz 1:25'000, Blatt 1176 Schiers, Blatt 1177 Serneus,
- Landeskarte der Schweiz 1:50'000, Blatt 248 Prättigau.